# Ефузія (геологія)

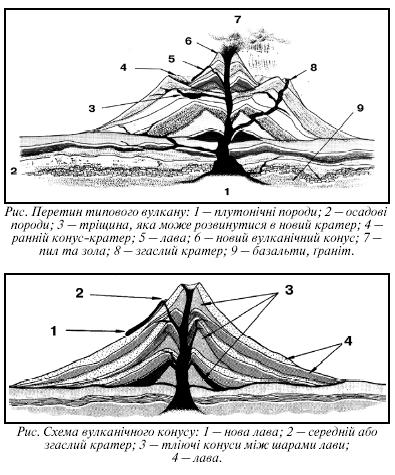
Схема вулкана. Показані різні види ефузій.

Ефузія (рос.эффузия, англ. effusion; нім. Effusion f) — процес виливання лави на поверхню землі. В результаті ефузії утворюються ефузивні гірські породи, що залягають у вигляді лавових потоків і покривів.

## Види ефузій
- Ефузія латеральна — виливання лави з кратерів на схилі вулкана, далеко від головного кратера.

- Ефузія термінальна — виливання лави з вершинного кратера.

- Ефузія субтермінальна — виливання лави з канала, який розташований на зовнішньому схилі центрального вулкана, недалеко від головного кратера.